# Liste de minéraux (lettre Y)
Pour un article plus général, voir Liste de minéraux
- Yafsoanite
- Yagiite
- Yakhontovite
- Yanomamite
- Yaroslavite
- Yarrowite
- Yava Onyx
- Yavapaiite
- Yeatmanite
- Yecoraïte
- Yedlinite
- Ye'elimite
- Yftisite-(Y)
- Yimengite
- Yingjiangite
- Yixunite
- Yoderite
- Yofortierite
- Yoshimuraïte
- Yoshiokaïte
- Yttrialite-(Y)
- Yttrobetafite-(Y)
- Yttrocolumbite-(Y)
- Yttrocrasite-(Y)
- Yttropyrochlore-(Y)
- Yttrotantalite-(Y)
- Yttrotungstite-(Y)
- Yuanfuliite
- Yuanjiangite
- Yugawaralite
- Yukonite
- Yuksporite
- Yushkinite
- Yvonite